# 科西莫·羅塞利

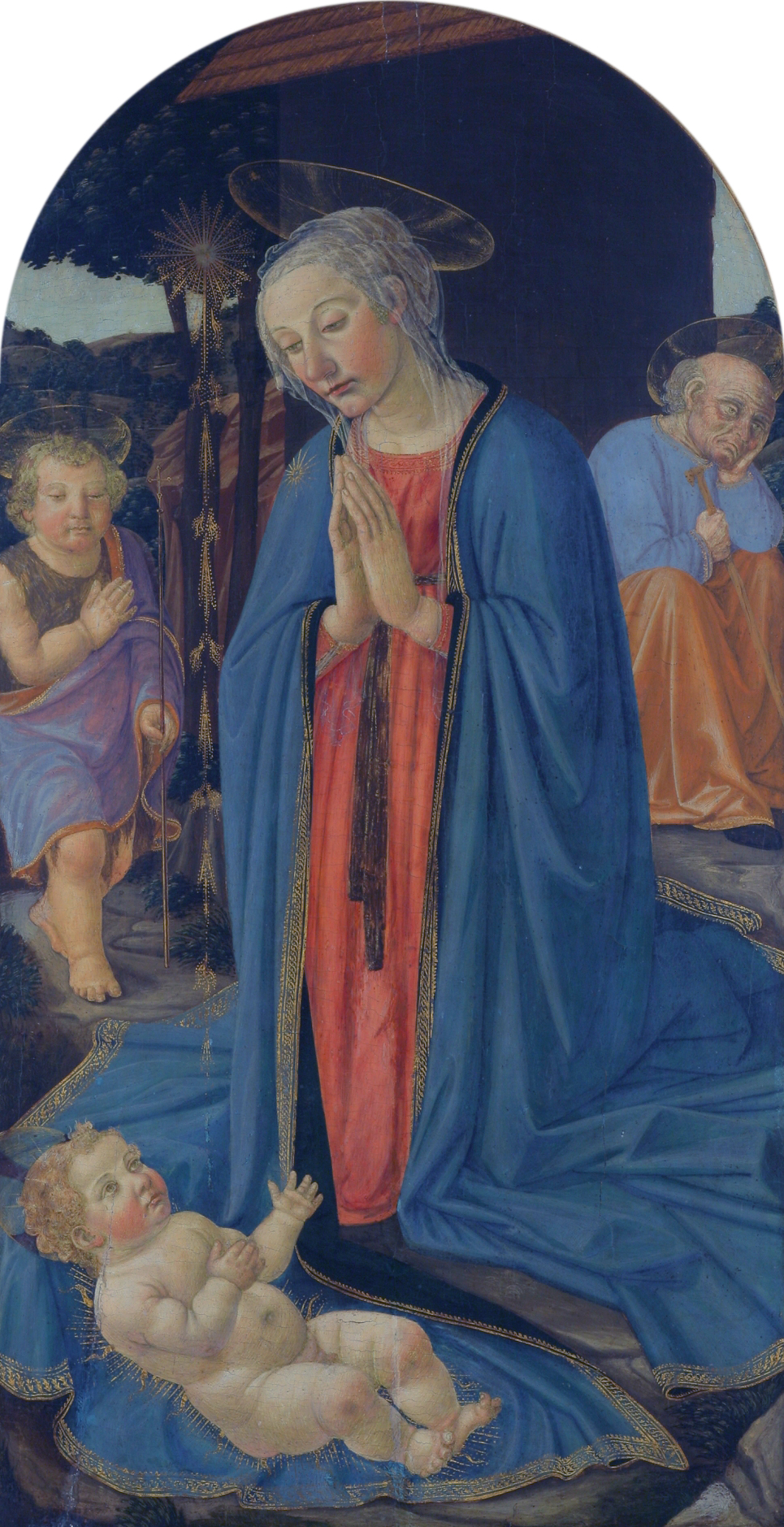
《朝拜聖子》，板面蛋彩畫，弗羅茨瓦夫國家博物館

科西莫·羅塞利（Cosimo Rosselli，1439年–1507年）是一位意大利文藝復興時期的畫家，主要活躍于出生地佛羅倫薩，也為西斯廷禮拜堂繪製作品。

## 生平
科西莫·羅塞利出生於佛羅倫薩，在14歲時成為內里·迪·比奇（Neri di Bicci）的學生，後來亦曾在1460年擔任其表兄弟貝爾納多·迪·斯特凡諾·羅塞利（Bernardo di Stefano Rosselli）的助手。除去在佛羅倫薩工作外，也曾到盧卡為一些教堂繪製祭壇畫。
1480年應教皇西斯都四世之召前往梵蒂岡西斯廷禮拜堂繪製作品，同行的數位畫家中包括他的學生皮耶羅·迪·科西莫。除去皮耶羅·迪·科西莫之外，其較出名的學生還有弗拉·巴托羅繆 及喬凡尼·巴蒂斯塔·瓦尼。 據喬爾喬·瓦薩里所述，羅塞利死於1484年，但此說並不正確，其實應該是1507年。